# Dansk Socialrådgiverforening
Dansk Socialrådgiverforening (DS)  er en faglig organisation for socialrådgivere, socialrådgiverstuderende, ledere og selvstændige. 
Organisationen har 18.000 medlemmer. 
DS var medlem af FTF, men er siden d. 1. januar 2019 medlem af Fagbevægelsens Hovedorganisation (FH). 
Fagforeningen blev grundlagt i 1938 og har til formål at varetage medlemmernes økonomiske og faglige interesser samt at udvikle socialrådgiverfaget og den socialpolitiske udvikling.
Foreningen udgiver bladet Socialrådgiveren.
Dansk Socialrådgiverforenings forkvinde er Signe Færch og næstforkvinde er Ditte Brøndum.